# Nicolas Baudin
Nicolas Thomas Baudin (fransk: [nikɔla bodɛ̃]; født 17. februar 1754 i Saint-Martin-de-Ré på Île de Ré, død 16. september 1803 på Mauritius) var en fransk opdagelsesrejsende, søofficer, kartograf, naturforsker og hydrograf, der er mest kendt for sin udforskning af Australien og det sydlige Stillehav. Han medtog også et par knolde af Gros Michel-bananen fra Sydøstasien til den botaniske have på den caribiske ø Martinique. Denne banan-sort blev senere en stor eksportvare for landene i Mellemamerika. 

## Tidlige rejser
Baudin stod til søs første gang som 15-årig på et skib tilhørende hans onkel Jean Peltier Dudoyer. I 1774 kom han til det Franske Ostindiske Kompagni, og i 1776 blev han underofficer i det franske regiment i kolonien Pondicherry i det sydlige Indien.
To år senere gjorde han tjeneste i Vestindien under den amerikanske uafhængighedskrig. Derefter sejlede han i flere år på skibe, der var udrustet af Jean Peltier Dudoyer. Det var også sådan, han i 1781 fik kommandoen over en civil fregat, Appolon, som skulle transportere den luxembourgske legion til Kap det Gode Håb, hvor de skulle støtte forsvaret af den hollandske Kapkoloni. Da han nåede havnen i Brest, hvor han sluttede sig til de skibe, der ledsagede konvojen, fratog Comte d'Hector, kommandant for Brest-fæstningen, ham dog kommandoen til fordel for en officer fra Compagnie des Indes. Det skabte en del bitterhed hos Baudin og bekræftede ham i, at hans fremtid lå i handelsflåden.
I 1785 var han kaptajn på Caroline, som fragtede de sidste akadiere fra Nantes til La Nouvelle-Orléans (New Orleans).  Her indgik han en kontrakt med lokale købmænd fra New Orleans, om at transportere en last af bl.a. tømmer og saltet kød osv. på skibet Joséphine til Isle de France (Mauritius). Skibet sejlede den 14. juli 1786, men lagde til ved Cap Français på Haiti, hvor Baudin mødte den østrigske botaniker Franz Josef Maerter, som fortalte ham, at en anden østrigsk botaniker, Franz Boos, ventede ved Kap det Gode Håb på et skib, der kunne sejle ham til Isle de France. Da han ankom til Kap det Gode Håb, tog Baudin ham om bord og bragte ham sikkert i havn på Mauritius 27. marts 1787. Efter nogen tid på den franske ø betroede Boos sine botaniksamlinger fra Kaplandet og Mauritius til Baudin, så han kunne tage dem med tilbage til Europa. Baudin tog den dyrebare samling om bord og ankom til havnen i Trieste (på det tidspunkt en østrigsk havn) den 18. juni 1788. Baudin lærte på disse ture botanik og teknikker til at holde planter og dyr i live om bord på en lang rejse.

## De østrigske ekspeditioner
Den kejserlige regering i Wien overvejede at organisere endnu en naturhistorisk ekspedition, hvortil Boos ville blive udnævnt. To skibe skulle sendes til Malabar- og Coromandelkysten i Indien, den Persiske Bugt, Bengalen, Ceylon, Sumatra, Java, Borneo, Cochinkina, Tonkin, Japan og Kina. Baudin havde grund til at tro, han ville få kommandoen over ekspeditionens skibe. 
Senere i 1788 sejlede Baudin på en kommerciel rejse fra Trieste til Canton på skibet Jardinière for Østrigske Ostindiske Kompagni. Han ankom tilsyneladende til Canton fra Mauritius under USA's flag, sandsynligvis for at undgå at få sit skib beslaglagt af kineserne til betaling af en gæld kompagniet havde. Derfra sendte han Jardinière under en anden kaptajn til den nordvestlige kyst af Amerika for at købe pelsvarer, men skibet gik på grund ud for Asuncion Island i Nordmarianerne i slutningen af 1789. 
Baudin kom til Mauritius, hvor han købte et erstatningsskib, Jardinière II, men dette fartøj blev slået til vrag i en cyklon, der ramte Port Louis den 15. december 1789. Baudin sejlede herfra med det spanske skib, Placeres, fra det Kongelige Filippinske Kompagni mod Cadiz i august 1790. Placeres anløb Kap det Gode Håb, hvor det tog ombord det store antal plante- og dyreeksemplarer, der var blevet blev indsamlet i Sydafrika til det kejserlige palads i Schönbrunn af Georg Scholl, assistent for Franz Boos . På grund af skibets dårlige stand måtte Placeres lægge til på øen Trinidad i Vestindien, hvor Scholls samling blev deponeret.  Baudin rejste herfra til Martinique.
I september 1791 var Baudin i Wien, og her pressede han på for at få en ekspedition under det kejserlige flag til det Indiske Ocean og Kina, og i januar 1792 fik han en kommission som kaptajn i den kejserlige flåde til dette formål. Et nyt skib, kaldet Jardinière, blev udrustet og botanikerne Franz Bredemeyer og Joseph van der Schot udpeget til ekspeditionen. Efter forsinkelser forårsaget af krigsudbruddet mellem Frankrig og Østrig (april 1792) rejste Jardinière fra den spanske havn Málaga den 1. oktober 1792.  Fra Kap det Gode Håb sejlede Jardinière over det Indiske Ocean til Ny Hollands kyst (Australien), men to på hinanden følgende cykloner tvang ekspeditionen til at sejle til Bombay for reparationer.
Fra Bombay fortsatte ekspeditionen til den Persiske Bugt, Det Røde Hav og Afrikas østkyst, hvor den foretog botaniske og zoologiske indsamlinger. Ekspeditionen fik en brat afslutning i juni 1794, da Jardinière gik på grund i en storm, mens det forsøgte at komme ind i Table Bay ved Kap det Gode Håb, men Baudin overlevede forliset. Da Kaplandet var blevet besat af englænderne i juni 1795, tog Baudin til New England. Den 23. november 1795 sejlede han fra New York som passager om bord på det amerikanske skib, Ocean, og ankom til Le Havre den 21. december 1795.
I Paris besøgte Baudin Antoine de Jussieu på Muséum National d'Histoire Naturelle (det naturhistoriske museum) i marts 1796 for at foreslå en botanisk rejse til Caribien, hvor han ville hente den videnskabelige samling, han havde efterladt i Trinidad. Museet og den franske regering accepterede forslaget, og Baudin blev udnævnt til chef for en ekspedition med skibet Belle Angélique, og de fire botanikere: René Maugé, André Pierre Ledru, Anselme Riedlé og Stanislas Levillain. Belle Angélique sejlede fra Le Havre 30. september 1796 til de Kanariske Øer, hvor skibet blev erklæret som usødygtigt. Ekspeditionen sejlede fra De Kanariske Øer i et nyt skib, Fanny, og nåede Trinidad i april 1797. Briterne, der netop havde erobret øen fra spanierne i februar 1797, nægtede at udlevere den videnskabelige samling til Baudin. Baudin sejlede til St. Thomas og St. Croix og derefter til Puerto Rico. På alle tre øer blev der lavet videnskabelige indsamlinger. På St. Croix blev Fanny erstattet af et nyindkøbt skib, der blev omdøbt til Belle Angelique. Ekspeditionen vendte tilbage til Frankrig i juni 1798 med en stor samling af planter, fugle og insekter, som blev indlemmet i Bonapartes triumftog den 27. juli for at fejre hans seneste italienske sejre.  Efter anbefaling fra flådeministeren til direktoratet blev Baudin genindsat i flåden med rang af stabschef for admiral Bruix.

## Ekspeditionen til Ny Holland
Den 24. juli 1798 forelagde Baudin efter forslag fra Marineministeriet en plan for en hydrografisk undersøgelsesekspedition til Sydhavet for Muséum National d'Histoire Naturelle. Ekspeditionen skulle omfatte en eftersøgning af fauna og flora, der kunne bringes tilbage til avl og dyrkning i Frankrig. Den skulle også have til formål at fremme Frankrigs økonomiske og kommercielle interesser i de regioner, der skulle besøges. Ekspeditionen ville kræve to veludstyrede skibe, som ville bære et hold af astronomer, naturforskere og videnskabelige tegnere, over hvem Baudin som kommandør ville have absolut autoritet. Den første del af rejsen ville blive afsat til en grundig udforskning af Chiles kyst og indsamling af dyre-, fugle- og planteeksemplarer, der kunne tilpasses det franske klima, efterfulgt af en undersøgelse af kysterne fra Peru til Mexico. Ekspeditionen ville derefter fortsætte ind i Stillehavet, inklusive et besøg på Tahiti og Selskabsøerne, og afslutte med en undersøgelse af den endnu uudforskede sydvestlige kyst af Ny Holland (Australien).  Efter at have overvejet dette omfattende forslag besluttede den franske regering at fortsætte med en ekspedition begrænset til en undersøgelse af det vestlige og sydlige Ny Holland.
I oktober 1800 blev Baudin udvalgt af Napoleon Bonaparte til at lede det, der er blevet kendt som Baudin-ekspeditionen for at kortlægge Ny Hollands (Australiens) kyst. Han fik to skibe til rejsen, korvetten Géographe og korvetten Naturaliste, som begge blev veludstyret til en videnskabelig ekspedition. Med på rejsen var 22 videnskabsmænd, tegnere og gartnere. Heraf var der 9 zoologer og botanikere, inklusiv Jean Baptiste Leschenault de la Tour. Baudin sejlede fra Le Havre den 19. oktober 1800, stoppede i Santa Cruz de Tenerife og sejlede derefter direkte til Isle de France (Mauritius), hvor de ankom den 15. marts 1801, 145 dage senere. Rejsen havde været lang med tidlig rationering, og humøret lavt hos søfolk og videnskabsmænd, da man endelig nåede Mauritus. Respekten for Baudin med den beskedne baggrund var heller ikke stor hos officererne og videnskabsmændene. Opholdet i kolonien gav nye kræfter, men halvdelen af videnskabsfolkene forblev på Mauritius, da Baudin sejlede videre. Han nåede Australien i maj 1801, ved Cape Leeuwin. Han fulgte instruktioner hjemmefra, og sejlede langs vestkysten og nord om Australien indtil han nåede Timor. Herfra sejlede han mod syd til Van Diemen's Land (Tasmanien), hvor ekspeditionen brugte 10 uger på at kortlægge kysten. Her stødte man også flere gange på aboriginere.
Efter Tasmanien begyndte Baudin at kortlægge den ret ukendte sydkyst. I april 1802 stødte Baudin  i Encounter Bay i det nuværende South Australia på den engelske søfarer, Matthew Flinders, der også var i gang med at kortlægge kystlinjen. Baudin sejlede derefter til den britiske koloni i Sydney for at få forsyninger. Baudin sendte skibet Naturaliste hjem med alle de videnskabelige genstande, der var blevet indsamlet af begge skibe indtil da. Da Baudin indså, at Géographe ikke kunne vove sig ind i nogle af de lave farvande langs den australske kyst, som han havde til hensigt at undersøge, købte han et nyt skib i Sydney, Casuarina, opkaldt efter træet, det var lavet af, og placerede det under kommando af Louis de Freycinet, der 15 år senere skulle foretage sin egen jordomsejling i korvetten l'Uranie.
Ifølge nyere forskning udført af akademikere fra University of Adelaide skrev François Péron, som var blevet missionens chefzoolog og intellektuelle leder, en rapport til Bonaparte om måder at invadere og erobre kolonien på baggrund af opholdet i Sydney. 
Fra Sydney sejlede Baudin tilbage til Tasmanien, før han fortsatte langs Australiens sydlige og vestlige kyster til Timor. Baudin var alvorligt syg på dette tidspunkt og besluttede at sejle tilbage til Frankrig.
Baudin døde af tuberkulose på Mauritius den 16. september 1803 i en alder af 49 år.
- Første kort over Swan River tegnet af François Heirisson fra Naturaliste, 22. juni 1801.
- Næbdyr tegnet af et medlem af Baudin-ekspeditionen.
- Kort over Sydney fra atlasset Voyage de découvertes aux terres australes af Charles Alexandre Lesueur, 1811.
- Ny Hollanda kyst i Voyage de découvertes aux terres australes af Charles Alexandre Lesueur og Nicolas-Martin Petit.

## Eftermæle
Baudin-ekspeditionen var en stor videnskabelig succes. Ekspeditionen kortlagde og udforskede den vestlige kyst og en del af den lidet kendte sydlige kyst af kontinentet såvel som Tasmanien. Videnskabsfolkene indsamlede mere end 100.000 eksemplarer af dyr og planter og mere end 2.500 nye arter blev opdaget.

Baudin døde inden hjemkomsten og ekspeditionens historie blev især skrevet af Louis Freycinet og François Péron, som var meget kritisk i sin bedømmelsen af Baudin, og gav ham skylden for, at man ikke havde været de første til at kortlægge sydkysten af Australien, og at ekspeditionen havde været plaget af skørbug og dysenteri. Først i de senere år har Baudin fået anerkendelse for sin ekspedition.

### Stednavne og monumenter
Flere monumenter over Baudin findes i Australien, mange af dem opsat i forbindelse med 200-året for hans ekspedition.

I Western Australia er der mange steder, der er opkaldt efter Baudins rejse i 1801-04 og Louis de Freycinets rejse i 1802-03, herunder:
- Cape Peron
- Cape Naturaliste
- Cape Freycinet
- D'Entrecasteaux National Park
- Cape Le Grand National Park
- Carnac Island
- Geographe Bay
- Geographe (forstad til Busselton)
- Vasse (forstad til Busselton)
- Vasse River
- Leschenault (forstad til Bunbury)
- Esperance
- Hamelin Bay

I South Australia bærer følgende steder Baudins navn:
- Baudin Beach på Kangaroo Island
- Baudin Rocks på den sydøstlige kyst af staten
- Nicolas Baudin Island, på vestkysten af Eyre-halvøen

### Dyrearter
Seks dyrearter blev opkaldt efter Baudin:
- Calyptorhynchus baudinii Lear, 1832 – hvidhalet ravnekakadu
- Smilisca baudinii (A.M.C. Duméril & Bibron, 1841) - mexicansk frø ( Hylidae )
- Emoia baudini (A.M.C. Duméril & Bibron, 1839) – En øgle fra New Guinea ( Scincidae )[15]
- Pseudemoia baudini (Greer, 1982) – En øgle fra Australien (Scincidae)[15]
- Zanclea baudini Gershwin & Zeidler, 2003 – en vandmand (Zancleidae) [16]
- Baudins gris - en engang vild landrace på Kangaroo Island

### Filmpris
Nicholas Baudin Award, eller Nicholas Baudin Prize, uddeles på Antipodean Film Festival i Saint Tropez, Frankrig, hvert år. 